# Ewa Zofia Marcinkowska
Ewa Zofia Marcinkowska – polska ekonomistka, dr hab. nauk ekonomicznych, profesor Instytutu Nauk o Jakości i Zarządzania Produktem, Kolegium Nauk o Zarządzaniu i Jakości Uniwersytetu Ekonomicznego w Krakowie, oraz profesor zwyczajny Instytutu Zdrowia i Gospodarki Państwowej Wyższej Szkoły Zawodowej im. Stanisława Pigonia w Krośnie.

## Życiorys
Obroniła pracę doktorską, 27 czerwca 1994 habilitowała się na podstawie pracy zatytułowanej Symulacja procesów wymiany ciepła i wilgoci w badaniach i ocenie jakości materiałów. 19 grudnia 2014 nadano jej tytuł profesora w zakresie nauk ekonomicznych. Objęła funkcję profesora zwyczajnego w Instytucie Zdrowia i Gospodarki Państwowej Wyższej Szkole Zawodowej im. Stanisława Pigonia w Krośnie, a także profesora w Instytucie Nauk o Jakości i Zarządzania Produktem, Kolegium Nauk o Zarządzaniu i Jakości Uniwersytetu Ekonomicznego w Krakowie.
Była kierownikiem w Katedrze Towaroznawstwa Przemysłowego na Wydziale Towaroznawstwa Uniwersytetu Ekonomicznego w Krakowie.